# La Dolores
La Dolores es una ópera de Tomás Bretón estrenada el 16 de marzo de 1895 en el Teatro de la Zarzuela de Madrid, según un libreto escrito por el mismo Tomás Bretón, basándose en la obra teatral de su amigo Feliú y Codina, y haciendo aún más popular el mito de “La Dolores”.
Bretón, precursor de la llamada "ópera española", creó una obra llena de dramatismo pero alejada del neorromanticismo reinante en lo literario y de los estilos operísticos italianizantes, aproximándose más a lo wagneriano. Se considera el mayor éxito de la historia de la ópera española.
Feliú y Codina escribió esta obra en 1891 basándose en una copla popular que, afirmó, oyó en Binéfar durante un viaje de Madrid a Barcelona. En la actualidad, descartada la importancia de las teorías sobre su existencia real, como mantiene Sánchez Portero, el estudio se centra en la producción literaria que se produjo tras la creación del mito. Poco después del estreno de la ópera, Feliú trasforma su obra en una novela, y aparecen segundas partes tales como las de Acevedo ("Lo que fue de la Dolores"), Luis Fernández Ardavín ("La hija de la Dolores") y otros, y, sobre todo, se producen obras cinematográficas de especial interés, como la rodada en 1908 por el pionero del cine Fructuós Gelabert, la de 1923, de Maximiliano Thous Orts, y las de 1940 y 1947, protagonizadas y dirigidas respectivamente por Concha Piquer, de Florián Rey, e Imperio Argentina, de Benito Perojo.
En Calatayud, en la provincia de Zaragoza (España), se encuentra un museo sobre la universal obra de Bretón.
"La Dolores" ha servido también como inspiración para partes memorables de la Antología de la Zarzuela en 1964, de José Tamayo Rivas.
Esta ópera rara vez se representa en la actualidad; en las estadísticas de Operabase no aparece entre las óperas representadas en el período 2005-2010.
En 2023 se realizó una nueva producción del Teatro de la Zarzuela que se estrenó también en el Festival Lírico de Oviedo y otras ciudades.

## Personajes
| Personaje                       | Tesitura     | Reparto el 16 de marzo de 1895 |
| ------------------------------- | ------------ | ------------------------------ |
| Dolores, cantinera en un mesón. | soprano      | Avelina Corona                 |
| Gaspara, dueña del mesón.       | mezzosoprano | Castellanos                    |
| Lázaro, un seminarista.         | tenor        | Lorenzo Simonetti              |
| Patricio, rico comerciante      | barítono     | Visconti                       |
| Celemín, amigo de Patricio.     | tenor        | Alcántara                      |
| Melchor, un barbero.            | barítono     | José Sigler                    |
| Rojas, un sargento fanfarrón.   | bajo         | Mestres                        |

## Argumento

### Acto I
Gran animación en la Plaza de Calatayud durante el día de mercado con grupos de vendedores, alpargateros, hilanderas y beatas. En medio del bullicio, sentados ante el mesón de Gaspara, el rico Patricio comenta a su amigo Celemín el amor que siente por Dolores. Se escucha a alguien que canta una copla premonitora: «Solo a dos teclas responden en mi tierra las muchachas: al querer suena la una, la otra suena a la venganza». Ambos coinciden en señalar que la copla retrata a Dolores, rechazada por el barbero Melchor tras haberla seducido. Un redoble de tambor anuncia la llegada de soldados bajo el mando del sargento andaluz Rojas. El militar revela entre sus fanfarrones comentarios que viene con la intención de conquistar a Dolores, provocando el rechazo de Patricio, al ver surgir un nuevo rival. Se sientan en el mesón para beber vino, que les sirve la propia Dolores burlándose de sus numerosos pretendientes. Lázaro, un tímido seminarista sobrino de Gaspara, recrimina la actitud burlona de la joven con respecto a sus pretendientes. Llega Melchor airado y comunica a su antigua amante que se casa con otra más rica, lo que provoca la ira de Dolores que jura vengarse. Tras la discusión, aparece la rondalla dirigida por Patricio que toca un pasacalle. Todos participan en la fiesta con una jota, en la que Celemín realiza unos comentarios sobre Patricio. Rojas inicia torpemente una soleá, que es interrumpida por Melchor para improvisar la célebre copla en la que ofende a Dolores: «Si vas a Calatayud, pregunta por Dolores, que es una chica muy guapa y amiga de hacer favores». Dolores estalla indignada, desafiando a su antiguo amante, aunque la animación de la jota apacigua los ánimos, separándoles.

### Acto II
El seminarista Lázaro vive la turbación que le provoca estar enamorado de Dolores. Patricio aparece cargado de regalos para la muchacha y esto renueva sus rivalidades con el sargento Rojas. Celemín llega con amigos anunciando que en el ruedo cercano un animal está listo para ser toreado. Muy ufano, Rojas quiere ser el torero. Todos se van a comer; Patricio y Rojas se quedan con Melchor, quien les cuenta historias de La Dolores. La amena charla termina con la apuesta de Melchor de que esa noche entrará a la habitación de la muchacha. A solas con ella, la halaga para que lo acepte esa noche a las diez. Patricio la previene del engaño y Dolores, aunque herida, se lo toma a la broma y promete tanto a Rojas como al propio Patricio que estará esperándolos a las diez. Luego Lázaro se reúne con Dolores y le confiesa su amor. Aunque conmovida por su inocencia, ella le dice que olvide esos sentimientos. Celemín ha oído la conversación y llama a todos para que se burlen de Lázaro, que ataca a Celemín, amenazándolo con matarlo y con hacer después lo mismo con Patricio y Rojas. Celemín se queda jurando venganza mientras todos se van a la corrida de toros. En ella Rojas no consigue estar a la altura de la reputación que él mismo se había atribuido y Lázaro lo salva de morir en el ruedo, lo que provoca las aclamaciones de todos los presentes. Dolores, impresionada por su valentía, le dice que vaya a su habitación.., también a las 10 de la noche.

### Acto III
Lázaro reza una letanía, que las mujeres se encargan de responder. Celemín hace las paces con Lázaro y trata de convencerlo de que se vaya y se olvide de Dolores, pero Lázaro se niega a escuchar. La tabernera Gaspara, por su parte, que ha sabido de los sentimientos de Lázaro, se enfrenta a Dolores y le pide a ella que se vaya. Pero Dolores la convence de que es Lázaro quien debe marcharse y por ningún motivo acudir a la cita de las diez, pues su vida correrá peligro. Las mujeres deciden organizar un plan para alejar a Lázaro y se despiden. A solas, Dolores se lamenta del hecho de haber encontrado el amor demasiado tarde. Cuando dan las diez de la noche las cosas se complican, y mucho. Lázaro llega a la habitación de Dolores, le confiesa apasionadamente su amor, pero al marcharse, a petición del plan de Dolores, se topa con Melchor, que también viene a ver a la muchacha. Dolores se niega tajantemente a sus pretensiones y Melchor la ataca. Es entonces el momento en que irrumpe Lázaro y enceguecido da muerte a Melchor. Ante la llegada de la gente que ha escuchado gritos, Dolores intenta responsabilizarse, pero Lázaro declara que él es quien le ha dado muerte por defender el honor de la mujer que ama y que está dispuesto a enfrentar las consecuencias que le traerá haber cometido ese crimen.

## Recepción
Tras su estreno la obra fue representada 53 días seguidos en Madrid y 103 en el Tívoli de Barcelona. La misma compañía viajó a América e incluso se realizó una traducción al italiano que se estrenó en Río de Janeiro y en Milán. También se hicieron versiones alemana e inglesa. El éxito fue tal que finalmente se representó en los teatros de gran repertorio, primero en el Teatro Real de Madrid, en 1915, y después en el Liceo de Barcelona en 1916. También se representó en Praga y en 1922 en el Teatro Colón de Buenos Aires.
Entre la información que aporta el libreto merecen destacarse la de tres grandes críticos. Para Guillermo Morphy, protector de Bretón, Casals y Albéniz entre otros destacados músicos, "La Dolores es una ópera española por los cuatro costados. En efecto, su argumento, personajes, lugar de acción, música y cuadros populares, todo nos lleva a la España de finales de siglo, próxima a desembocar en la crisis del 98". Para Emilio Casares, "Con su estreno por fin se pudo contemplar en España el éxito total de una ópera nuestra...La Dolores es también el fruto de una época, de una necesidad y de unas circunstancias: el deseo continuo a lo largo del siglo XIX de llegar a una gran ópera nacional española". Y, por último, para José Carlos Plaza, Premio Nacional de Teatro, y director de escena en 2004 de La Dolores, "Solana, Valle, Goya, Buñuel han estado sobrevolando nuestro trabajo. Ellos y tantos más, supieron desnudar una parte del alma española y expresarlo con dolor a través del arte. Bretón, con su Dolores, es una pieza más de esta cadena. Muestra una parte de España, la España oscurantista y represora que, aunque los tiempos la barnicen de modernidad, todavía da zarpazos desgarradores".

## Grabaciones
La Dolores es la única ópera de Bretón que ha sido grabada: la grabación sonora de Antoni Ros-Marbà de 1999 de Plácido Domingo en La Dolores para Decca ganó el Grammy Latino en septiembre de 2000.
Otra grabación tuvo lugar en el Teatro Real en octubre de 2004, siendo director escénico José Carlos Plaza y director musical Antoni Ros-Marbà. Y como intérpretes: Elisabete Matos, Alfredo Portilla, Stefano Palatchi, Cecilia Díaz, Àngel Òdena y Enrique Baquerizo entre otros.
De esta última representación se grabó el primer DVD de esta ópera que, además incorpora un segundo DVD de extras y un libreto de 32 páginas con información detallada del autor, de la obra y de sus intérpretes.